# Bryan Meredith
Bryan Meredith, född 2 augusti 1989 i Scotch Plains, New Jersey, är en  amerikansk fotbollsspelare som sedan 2020 spelar för Vancouver Whitecaps FC i den amerikanska Major League Soccer.
Hans moderklubb är Monmouth Hawks.